# Pereirapis semiaurata
Pereirapis semiaurata är en biart som först beskrevs av Maximilian Spinola 1851.  Pereirapis semiaurata ingår i släktet Pereirapis och familjen vägbin. Inga underarter finns listade i Catalogue of Life.